# Chùa Ấn Quang
Chùa Ấn Quang hay Tổ đình Ấn Quang là một ngôi chùa ở Thành phố Hồ Chí Minh, Việt Nam và đây cũng là một trường Phật học của Giáo hội Phật giáo Việt Nam ở miền Nam.
Chùa Ấn Quang toạ lạc tại 243 đường Sư Vạn Hạnh, Phường 9, Quận 10, Thành phố Hồ Chí Minh.
Chùa được tạo lập năm 1948 và đã được mở rộng nâng cấp. Hiện nay chùa có thư viện và nhà xuất bản. Chùa Ấn Quang đã là nơi đặt trụ sở của Phật học đường Nam Việt, Giáo hội Tăng già Nam Việt (1959-1963), cơ sở chính của Giáo hội Phật giáo Việt Nam Thống nhất và văn phòng Viện Hóa Đạo và Viện Tăng Thống (1976 - 1980), từng là trụ sở Ban Trị sự Thành hội Phật giáo Thành phố Hồ Chí Minh thuộc Giáo hội Phật giáo Việt Nam (từ năm 1982 đến 2017, trụ sở Ban trị sự Thành hội hiện nay đã được dời về Việt Nam Quốc Tự). Chùa thường được gọi với tên Tổ đình Ấn Quang.
Tổ đình Ấn Quang được xây dựng cách nay không lâu, nhưng lại giữ một vị trí rất đặc biệt trong lịch sử Giáo hội Phật giáo Việt Nam. Nơi đây đã từng chứng kiến nhiều sự kiện quan trọng trong những bước thăng trầm và phát triển của đạo Phật ở miền Nam.
Tổ đình Ấn Quang được xây dựng năm 1950, do Thiền sư Trí Hữu khai sơn, sau đó Thiền sư Nhất Hạnh từ Huế vào cùng xây dựng và kiến thiết, ban đầu bằng mái tranh, vách đất. Sau này chùa trở thành Phật học đường Nam Việt - viện Phật học với tinh thần đổi mới.

## Lịch sử hình thành
Chùa Ứng Quang mà sau này danh xưng đổi lại thành Ấn Quang là do thiền sư Trí Hữu khai sơn. Thiền sư Trí Hữu quê tại xã Hòa Vang, quận Điện Bàn, tỉnh Quảng Nam. Trong thời gian du hóa tại miền Nam ông từng cư trú tại chùa Hưng Long và chùa Hưng Đạo, cả hai đều do thiền sư Bảo Đảnh trú trì. Sau mùa an cư năm 1949 tại chùa Hưng Đạo ở Vườn Bà Lớn, ông tới dựng tích trượng ở một khoảnh đất trống trên đường Lorgéril thuộc khu Vườn Lài, và lập một am tranh lấy tên là Trí Tuệ Am. Cùng năm đó (1949), Thiền sư Nhất Hạnh sau khi học xong Phật học đường Báo Quốc đã vào Sài Gòn cùng với Thiền sư Trí Hữu xây dựng và phát triển. Sau khi làm được một chánh điện và một tăng xá, tất cả đều bằng tranh và tre, đổi tên am là chùa Ứng Quang và mở tại đây một lớp giảng kinh cho tăng sinh trẻ tuổi tại các chùa lân cận do Thiền sư Nhất Hạnh làm giáo thọ. Chùa Ứng Quang trở thành một Phật học đường nhỏ với sự cộng tác của các thiền sư Nhật Liên và Thiện Hòa. Phật học đường Ứng Quang xây dựng thêm nhiều lớp học và tăng xá.

## Quá trình mở rộng, chỉnh trang và hoạt động
Các thiền sư Trí Hữu, Nhất Hạnh, Nhật Liên và Thiện Hòa bắt đầu liên lạc với các Phật học đường Liên Hải và Sùng Đức. Sau nhiều buổi họp mặt tại các chùa Sùng Đức và Ứng Quang, những người lãnh đạo ba Phật học đường đồng ý thống nhất các cơ sở lại và thành lập Phật học đường Nam Việt, đặt tại chùa Ứng Quang. Thiền sư Nhật Liên có thể được gọi là nhân vật quan trọng nhất trong công tác vận động thống nhất các Phật học đường tại Nam Việt. Chính ông đã đề nghị đổi danh xưng Ứng Quang thành Ấn Quang. Ông lại là người vận động thành lập Giáo hội Tăng già Nam Việt và đã đảm phụ trách vụ tổng thư ký của Giáo hội này trong những niên khóa đầu.
Phật học đường Nam Việt được thành lập 1950; công cuộc xây dựng cơ sở bằng vật liệu nặng được tiến hành rất mau chóng. Phật điện, giảng đường và tăng xá được xây dựng ngay trong khi các lớp học đang được diễn tiến. Trong vòng chưa đầy hai năm, Phật học đường Nam Việt đã trở thành trung tâm Phật giáo có uy tín nhất ở miền Nam. Đường Lorgéril do đó được đổi thành đường Sư Vạn Hạnh. Chùa Ấn Quang bắt đầu đi vào lịch sử.
Năm 1953, Phật học đường Phật Quang ở Trà Ôn gia nhập Phật học đường Nam Việt, và thiền sư Thiện Hoa được mời về chùa Ấn Quang. Học tăng từ Phật Quang cũng ghi tên vào Phật học đường Nam Việt.
Năm 1955, chùa xây dựng thêm dãy lầu nhà tổ. Liên tục hai năm sau đó, xây nhà in Sen Vàng, xưởng nhang Bồ đề, thư viện, nhà xuất bản và nhà phát hành Hương đạo.
Năm 1959, xây lại dãy lầu giảng đường. Đến năm 1966, chánh điện được tôn tạo. Năm 1967, lầu Tăng xá, nhà trai được tái thiết.
Kiến trúc chùa được xây dựng theo đồ án của kiến trúc sư Nguyễn Hữu Thiện. Bên trong chùa, ngoài tượng đức Bổn sư Thích Ca và tượng các vị Phật được tôn trí trang nghiêm tại chánh điện, còn có tượng Tổ Sư Đạt Ma bằng gỗ và bộ tranh sơn mài Quan Âm, Văn Thù, Phổ Hiền do nghệ nhân Trương Văn Thanh (tức Đại đức Minh Tịnh) thực hiện. Cư sĩ Trương Đình Ý, giáo sư trường Mỹ Nghệ Thực Hành ở Gia Định là người đã có công chăm sóc về phương diện kiến trúc, điêu khắc và trang trí của chùa. Tượng Phật và những bức chạm nổi trong chính điện đều là những công trình sáng tác của ông.
Khi Giáo hội Phật giáo Việt Nam Thống Nhất được thành lập, chùa Ấn Quang trở thành trụ sở Giáo hội.
Từ năm 1974, do Hòa thượng Thích Thiện Hòa lâm bệnh nặng, một Hội đồng Quản trị Tổ đình Ấn Quang gồm 9 vị, do Hòa thượng Thích Huệ Hưng làm Tổng lý, đã được bầu ra để đảm đương Phật sự. Hòa thượng Thích Thiện Hòa viên tịch năm 1978. Tên tuổi Hòa thượng gắn liền với không chỉ với sự nghiệp mở mang chùa Ấn Quang mà còn với sự nghiệp đào tạo hàng trăm giảng sư và hàng nghìn Tăng Ni sinh làm sứ giả của Như Lai đi bổ xứ trụ trì các chùa ở các tỉnh miền Nam.
Năm 2006, BQT Tổ đình Ấn Quang đã xây dựng mới nhà Tổ, trai đường và Tăng xá.
Năm 2009, Ban Quản trị Tổ đình Ấn Quang đã tổ chức trọng thể lễ động thổ khởi công xây dựng Bảo tháp trong khuôn viên chùa Ấn Quang. nhằm tôn trí Đức Phật Di Đà, Đức Địa Tạng, Bồ tát Quán Thế Âm, ngọc Xá lợi, phần còn lại sẽ tôn thờ các bậc tiền bối hữu công và các tôn sư: HT.Thích Trí Hữu, HT.Thích Thiện Hòa, HT.Thích Thiện Hoa và chư Thánh tử đạo.

## Công tác xã hội
Với tư cách là Văn phòng Thành hội Phật giáo Thành phố Hồ Chí Minh trực thuộc Giáo hội Phật giáo Việt Nam, chùa Ấn Quang là một trong 3 địa điểm vận động, tiếp nhận tiền, hàng, vật phẩm để gửi đến giúp đỡ đồng bào bị lũ lụt, thiên tai trong và ngoài nước sớm khắc phục khó khăn và ổn định cuộc sống từ chư tôn đức Ban Từ thiện xã hội Trung ương; Ban Trị sự Tỉnh, Thành hội Phật giáo; các chùa, tịnh xá, tịnh thất, niệm Phật đường, các nhà hảo tâm, mạnh thường quân và Tăng Ni, Phật tử tại Thành phố Hồ Chí Minh và các tỉnh thành miền Nam.
Cũng từ đây các đoàn xe chở các vật phẩm cứu trợ được tiếp nhận đã được nhanh chóng gửi dến các địa phương gặp thiên tai, lũ lụt với sự tham gia hăng hái của các chư tăng, Phật tử.